# أنيس الحجاج

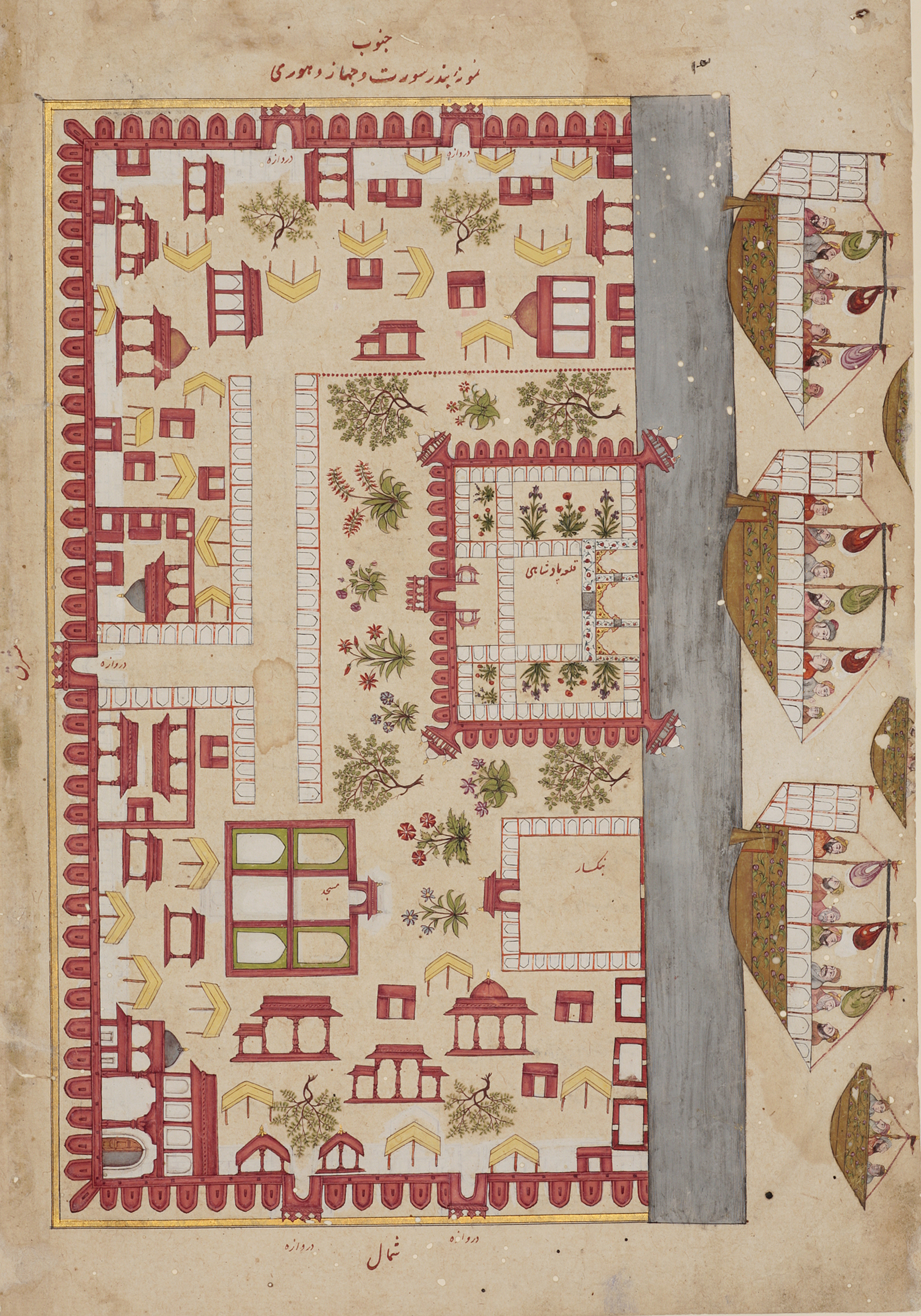
رسم توضيحي من أنيس الحجاج يظهر ميناء سورات، من مجموعة خليلي للحج وفنونه

أنيس الحجاج هو عمل أدبي من القرن السابع عشر كتبه صافي بن فالي وهو مسؤول في بلاط سلطنة مغول الهند المسلمين في ما يُعرف الآن بالهند. لغة الكتاب هي الفارسية، ويصف الكتاب تجربة الحج وزيارة المدينة المنورة، من خلال تجربته في عام 1677 م (1088 هـ) ويقدم النصائح للحجاج. وتصور رسوماته الحجاج وهم يسافرون إلى الأماكن المقدسة ويشاركون في مناسك الحج. كما أنه بمثابة دليل مرئي للأماكن والأشخاص المهمين. يُعد من أهم الأعمال المتعلقة بمكة والمدينة إذ إنه يُوفر صورًا تاريخية مهمة للمشاعر المقدسة.

## الملخص
كان ابن فالي مسؤولًا في بلاط سلطان مغول الهند أورنجزيب. وقد دعمَت حجه زيب النساء ماليًا، وهي أكبر أبناء أورنجزيب، بعد أن كتب لها ابن فالي تفسيرًا للقرآن الكريم. كما كتب أيضًا، في عام 1665، تاريخًا عالميًا. وبعد انتهاء الحج عاد إلى عمله في المحكمة واستمر في دراسته حتى كبر في السن.

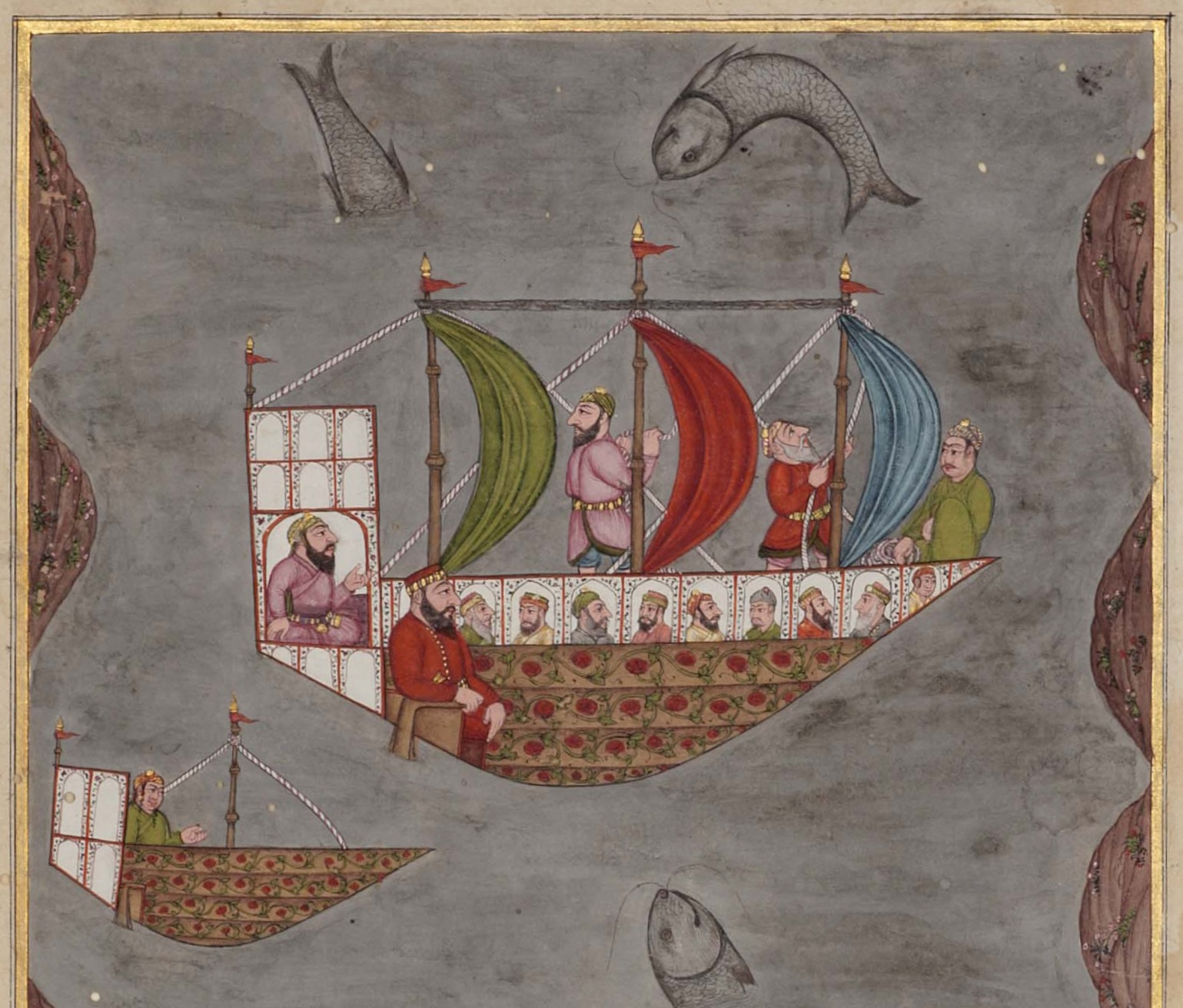
الحجاج يسافرون في سفينة عبر بحر عمان

انطلق ابن فالي من دلهي في أيلول 1676، ووصل إلى ميناء المخا باليمن في كانون الثاني 1677، واستمر مع قافلة من الحجاج الآخرين. كانت الرحلة البحرية من الهند إلى شبه الجزيرة العربية تستغرق حوالي 25 يومًا. يتضمن الكتاب نصائح حول السفر على متن السفن عبر المحيط الهندي، بدءًا من اختيار السفينة. ويوصي بأن يكون في كل سفينة طبيب وفصد. ينصح الحجاج بحمل الماء الخاص بهم في أوانٍ فخارية، حيث إن الماء المتوفر على متن السفينة كان طعمه غير مستساغ. إذا لم يكن لديهم مياه خاصة بهم، فيمكنهم جعل مياه السفينة صالحة للشرب عن طريق إضافة شراب الرمان أو عصير الفاكهة الحامضة. يوصي الكتاب المسافرين بالبقاء بالقرب من الصاري الرئيس وبعيدًا عن الجانب الخارجي من سطح السفينة، لتجنب دوار البحر. ويصف بالتفصيل الأماكن التي زارها ابن فالي ومناسك الحج. وشملت هذه الزيارات إلى الأماكن المقدسة حيث يحلق الحجاج شعرهم، ويقدموا التضحيات، ويرموا الجمرات . 

## نماذج باقية
توجد مخطوطات لأنيس الحجاج في مجموعة خليلي للحج وفنونه، وفي الترسانة الملكية في لكهنؤ، وفي شاتراباتي شيفاجي ماهاراج فاستو سانجراهالايا في مومباي.

## الرسوم التوضيحية
في حين أن هناك أدلة أخرى للحجاج توضح الحج ومواقعه بيانيًا، فإن دليل الحجاج يتميز أيضًا باحتوائه على صور ملونة للحجاج أنفسهم.
يُعتقد أن نسخة خليلي (رقم الوصول MSS 1025) تعود إلى ولاية كجرات بين عامي 1677 و1680، وتتكون من 23 صفحة مطوية تتضمن تسعة رسوم توضيحية بنصف صفحة وإحدى عشر رسمًا توضيحيًا بصفحة كاملة. النص مكتوب بخط النستعليق، 23 سطرًا في كل صفحة. تتضمن مخطوطة الخليلي صورًا مُسمّاة لأماكن مثل سورات، وميناء المخا، وجدة، ومنى. تُظهر خرائط هذه المدن المباني التي لا يزال من الممكن التعرف عليها حتى يومنا هذا. وتظهر الرسوم التوضيحية أيضًا الأضرحة التاريخية حول مكة المكرمة للصحابة وأهل البيت، والتي أُزيلَت في حركة هدم قباب البقيع، حيث بدأت هذه الحركة في أوائل القرن 19، ولكن لم تستطع إزالة هذه المواقع إلا في عام 1925. إن أهمية المخطوطة تكمن في تصوير هذه الأماكن التاريخية بسبب ندرة صورها، وهي تشمل مكان ميلاد النبي محمد، وابنته فاطمة، وصحابة مثل أبي بكر الصديق، ومنزل عائشة بنت أبي بكر، زوجة النبي محمد، وأماكن مرتبطة بفتح مكة، ومواقع أخرى. إن الاتفاقية الخاصة بالخرائط في أنيس الحجاج هي أن يُمثَّل الجزء العلوي من الصفحة الاتجاه الذي يسافر فيه الحجاج، وذلك تشريفًا لمكة المكرمة.

تظهر الرسوم التوضيحية السفن التي تحمل الحجاج من ميناء سورات في شبه القارة الهندية، وتعبر بحر عمان، وتصل إلى ميناء جدة في الحجاز. وفي جدة، تظهر قوارب أصغر حجمًا كانت تنقل الركاب بين السفن الكبيرة والميناء. وتظهر صفحة أخرى من مخطوطة الخليلي قافلة حجاج، بما في ذلك أمير الحج، المسمى عبدي باشا، وأمامه المحمل، وهو عبارة عن محفة فارغة تحمل على جمل مع كل قافلة حجاج من مصر. تختلف المصادر حول ما إذا كان قد حُمل أي شيء داخل المحمل، حيث تقول بعض المصادر أنه كان يُحفظ فارغًا، على الرغم من أن محمل ابن فالي يحتوي على القرآن الكريم. وتظهر الرسوم التوضيحية أيضًا الشريف بركات، حاكم الحرمين الشريفين، وهو يلتقي مبعوث السلطان العثماني محمد الرابع. وكان الحجاج الذين توافدوا على مكة المكرمة يشملون مجموعات ضخمة من شمال أفريقيا ومصر وسوريا وإيران والهند والصحراء العربية؛ ويظهر كتاب الأنيس خاناتهم، ومنازلهم المؤقتة. في مزدلفة، يظهر الحجاج وهم يجمعون الحصى. ثم في منى يرمون الجمار.

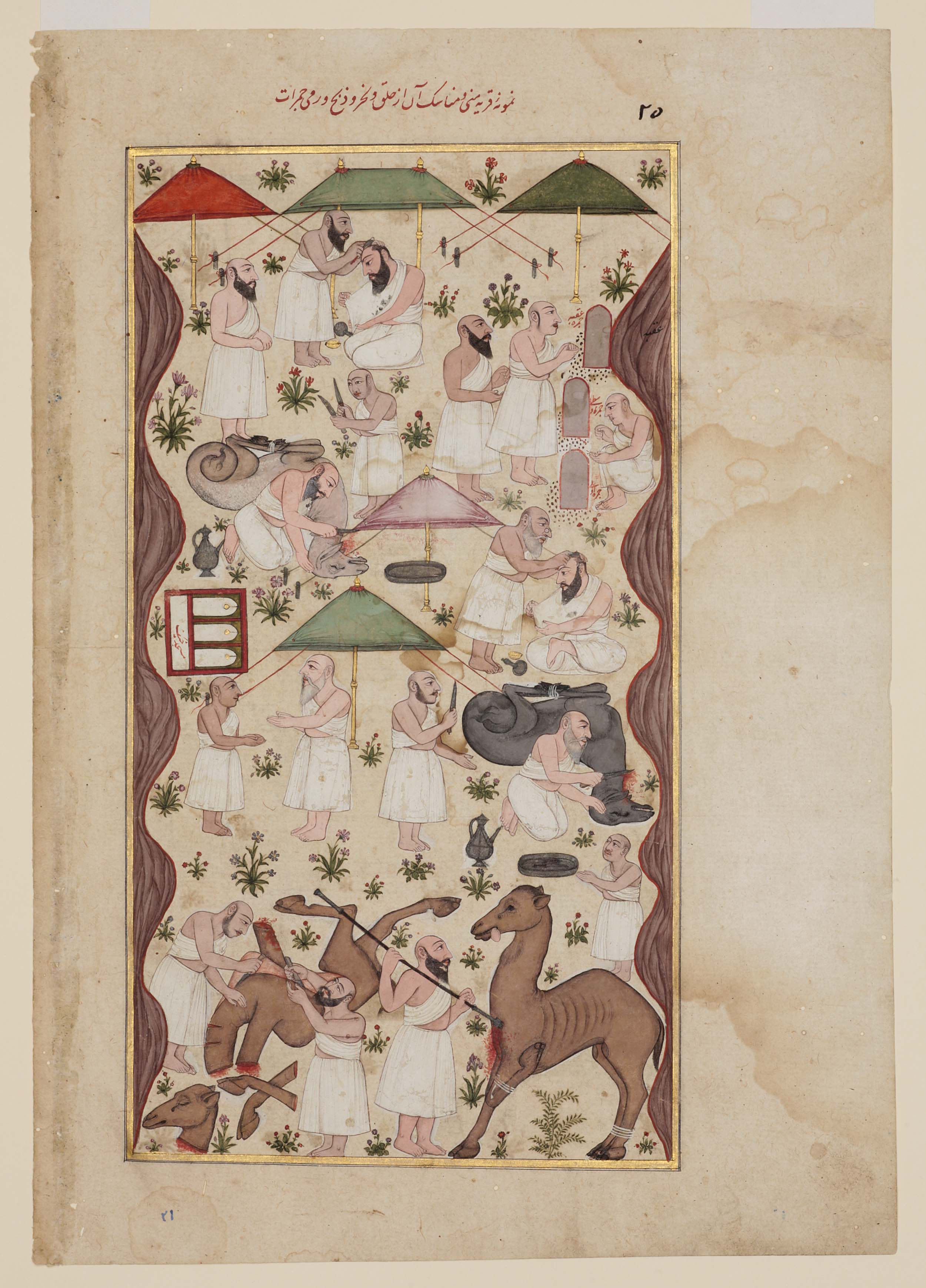
الحجاج في منى، يحلقون، ويذبحون، ويرمون الجمرات
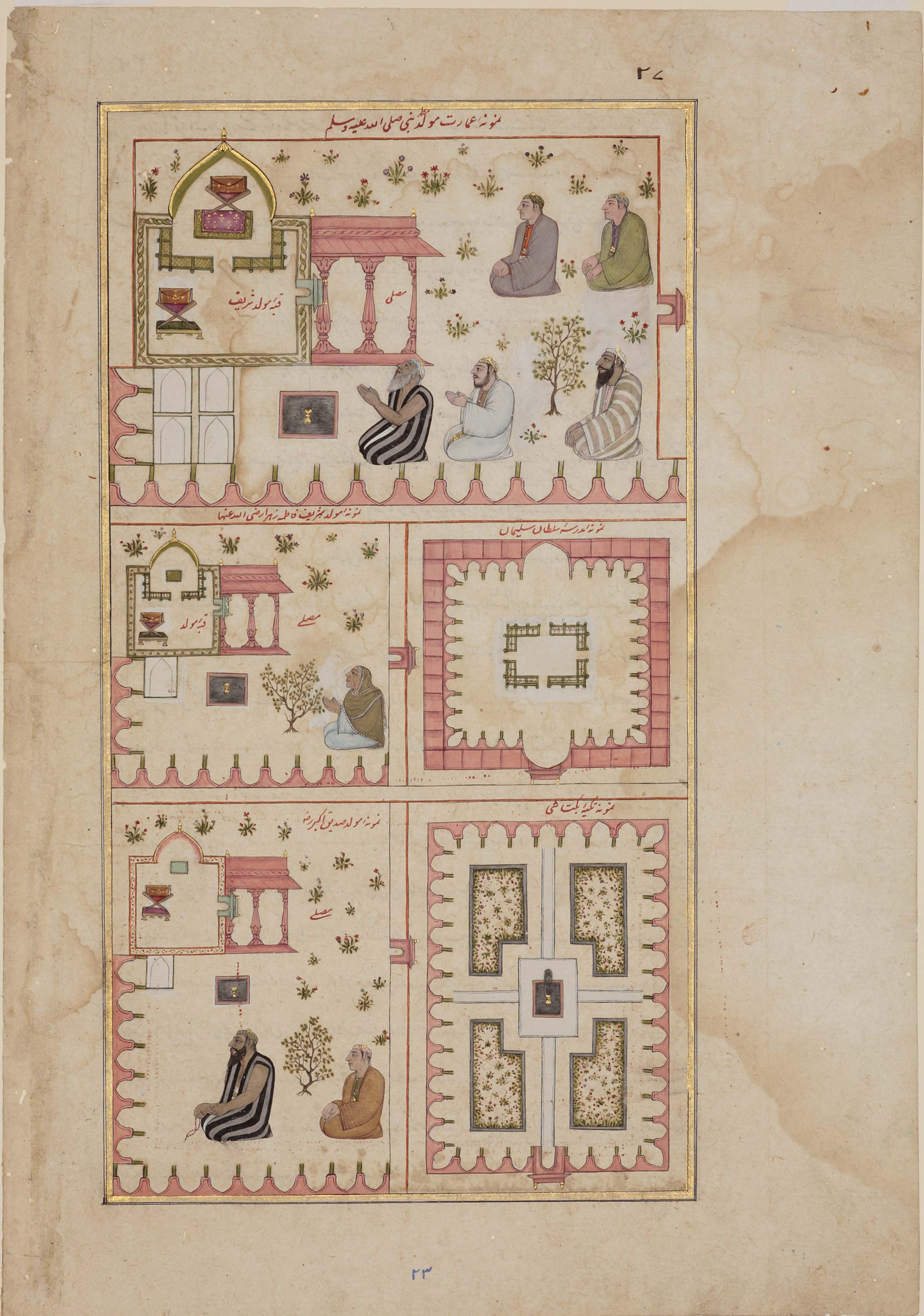
أماكن ميلاد النبي محمد، وفاطمة، وأبا بكر الصديق، ومدرسة سليمان القانوني، ونزل الصوفية البكتاشية
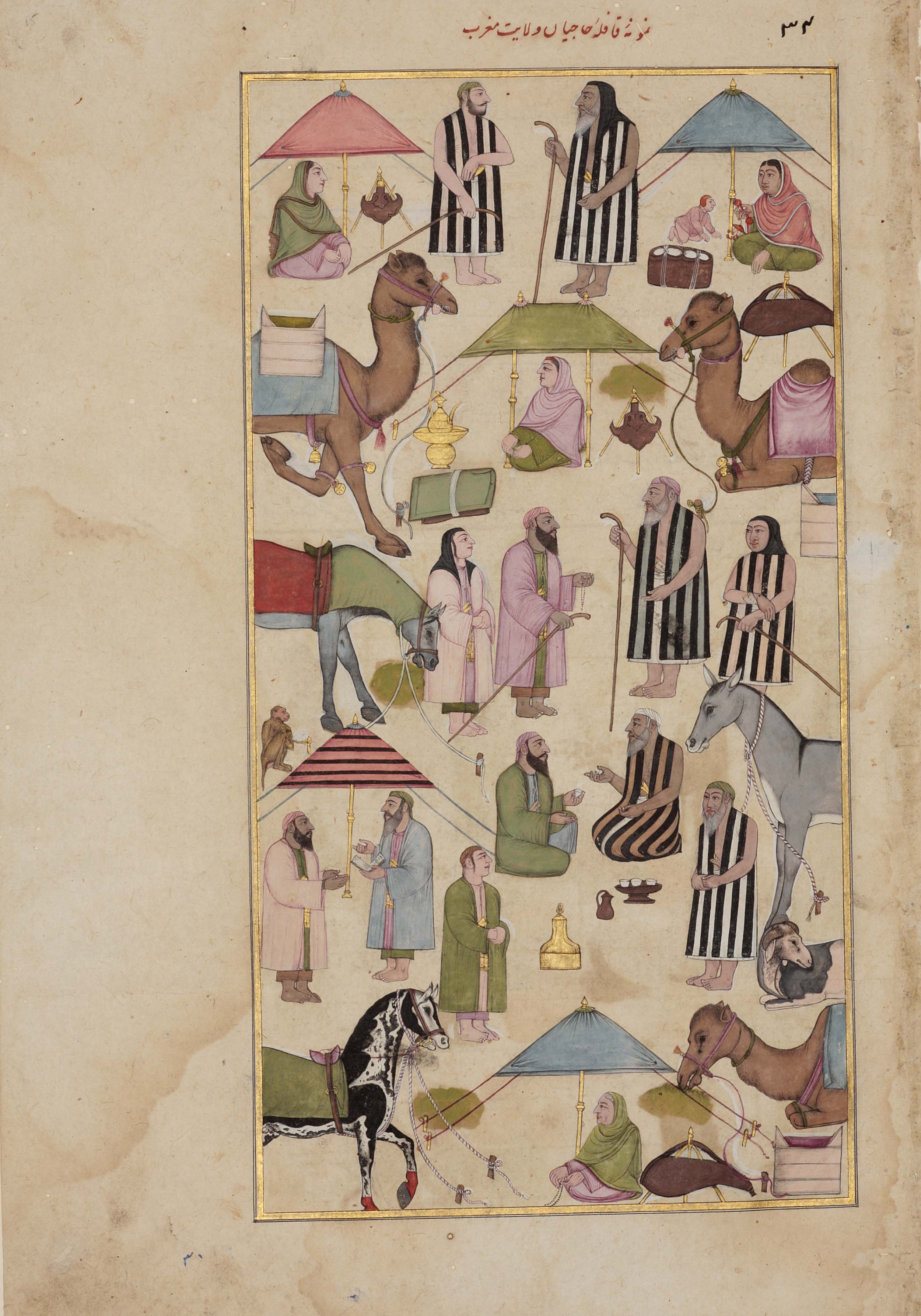
مخيم قافلة حجاج شمال أفريقيا
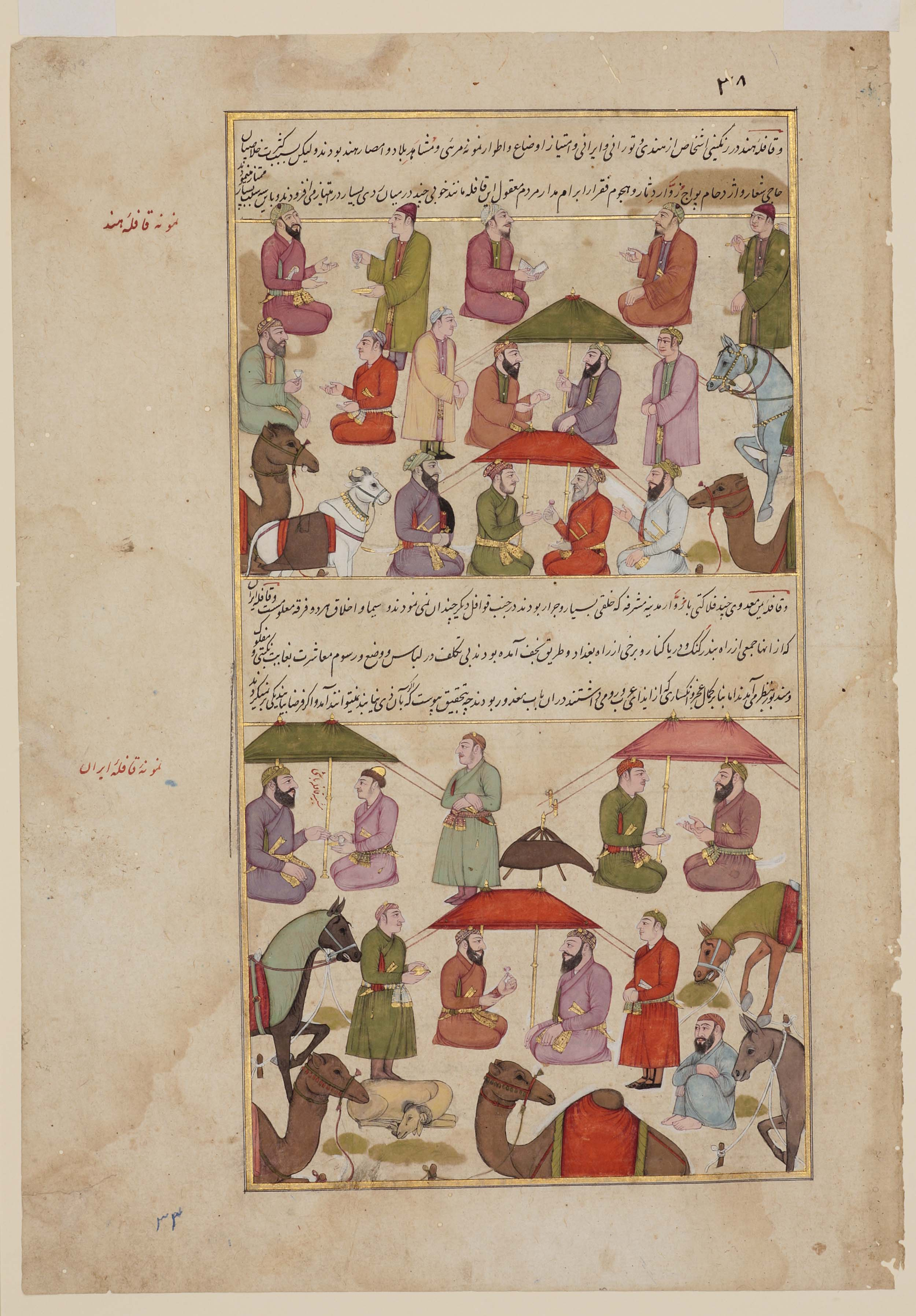
مخيمات القوافل الحجاجية الهندية (أعلى) والإيرانية
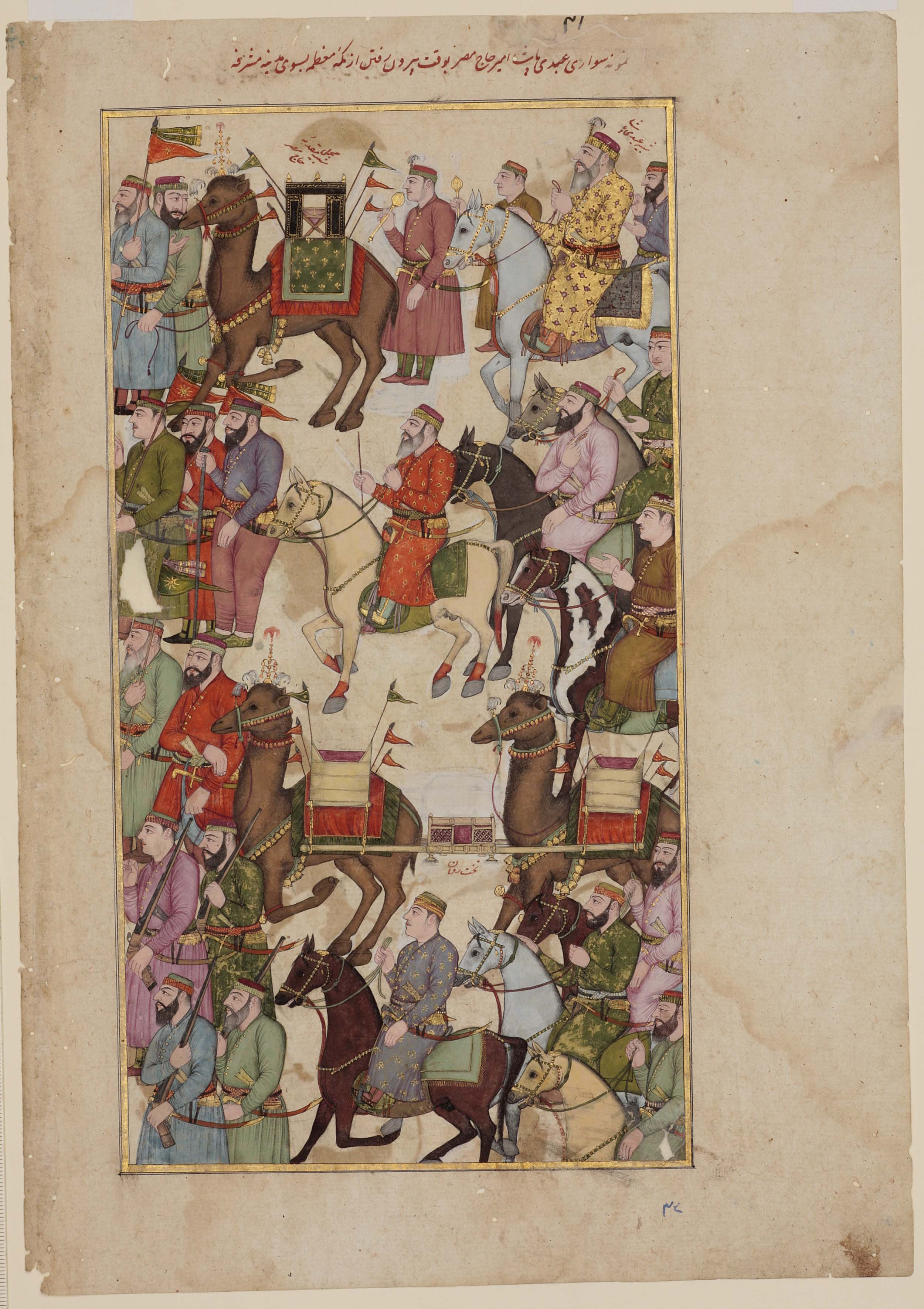
أمير الحاج في القافلة المصرية الراكبة من مكة إلى المدينة مع المحمل
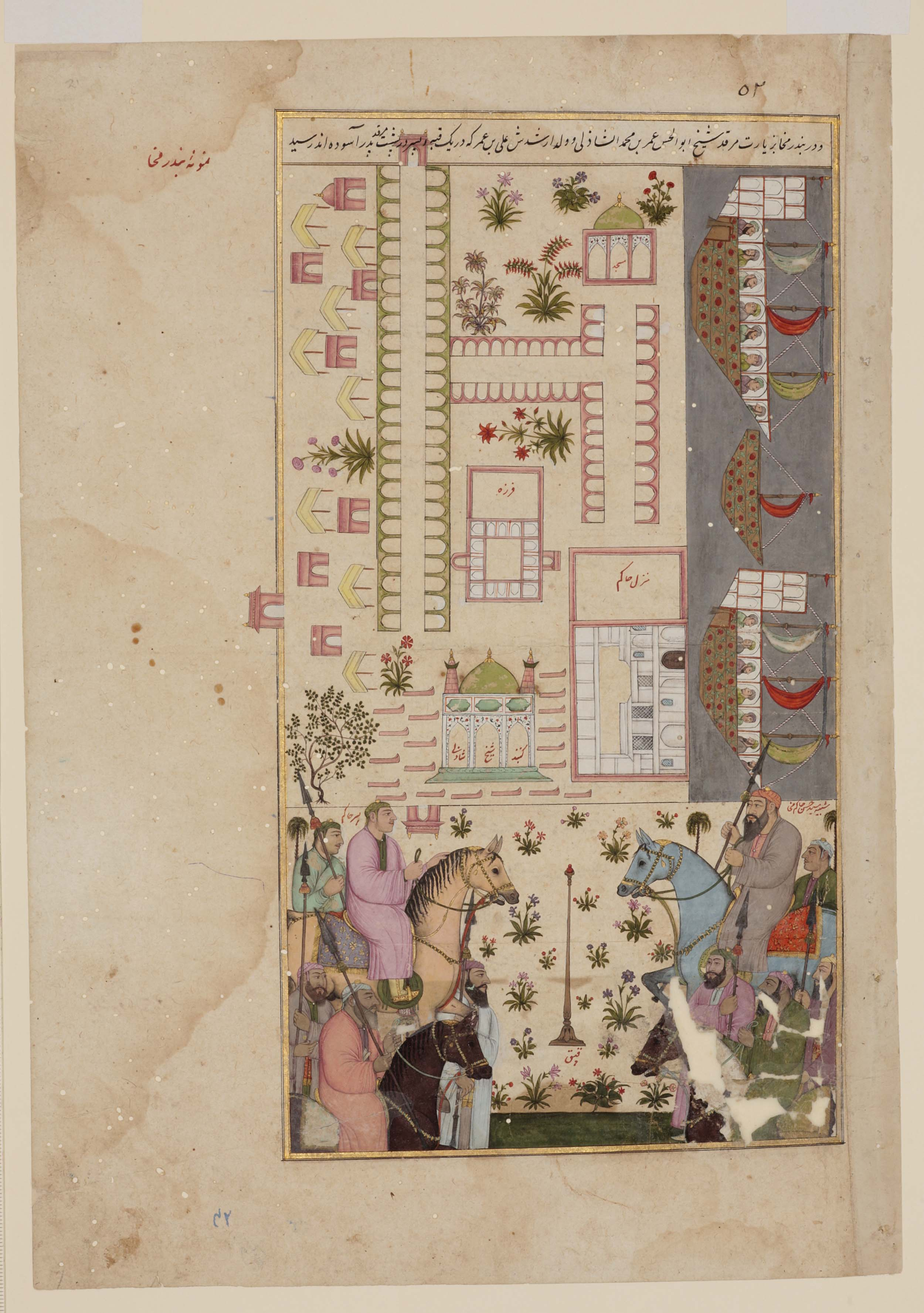
سفن الحجاج تغادر ميناء المخا باليمن متجهة إلى الهند

## طالع أيضًا
- منمنمات مغولية

## روابط خارجية
- أنيس الحجاج (رفيق الحجاج) لصافي بن فالي ، كتالوج مجموعات الخليلي على الإنترنت